# Alexandr Gorčakov
Alexandr Michajlovič Gorčakov (4. červnajul./ 15. června 1798greg., Haapsalu – 27. únorajul./ 11. března 1883greg., Baden-Baden) byl diplomat, pokrokový kníže, vedoucí ruského zahraničněpolitického ústředí (ministr zahraničí) za Alexandra II. a v letech 1867–1883  poslední kancléř Ruské říše.

## Život
V letech 1841 až 1856 byl mimořádný velvyslanec v Německu a v Rakousku, od roku 1856 pak ministr zahraničí Ruska, kde usiloval o odčinění porážky v krymské válce a jejího výsledku – Pařížské mírové smlouvy. K tomu mu dopomohlo spojenectví s pruským velvyslancem v Petrohradu a od roku 1862 spojenectvím s kancléřem Bismarckem. Toho důsledkem bylo dokončení dělení Polska jako řešení polské otázky, zejména po definitivním potlačení Lednového povstání 1863, tak mohlo Rusko plně začlenit dosavadní Kongresové Polsko do Ruské říše. Důležitou roli pak sehrál během rusko-turecké války koncem 70. let 19. století.

## Galerie

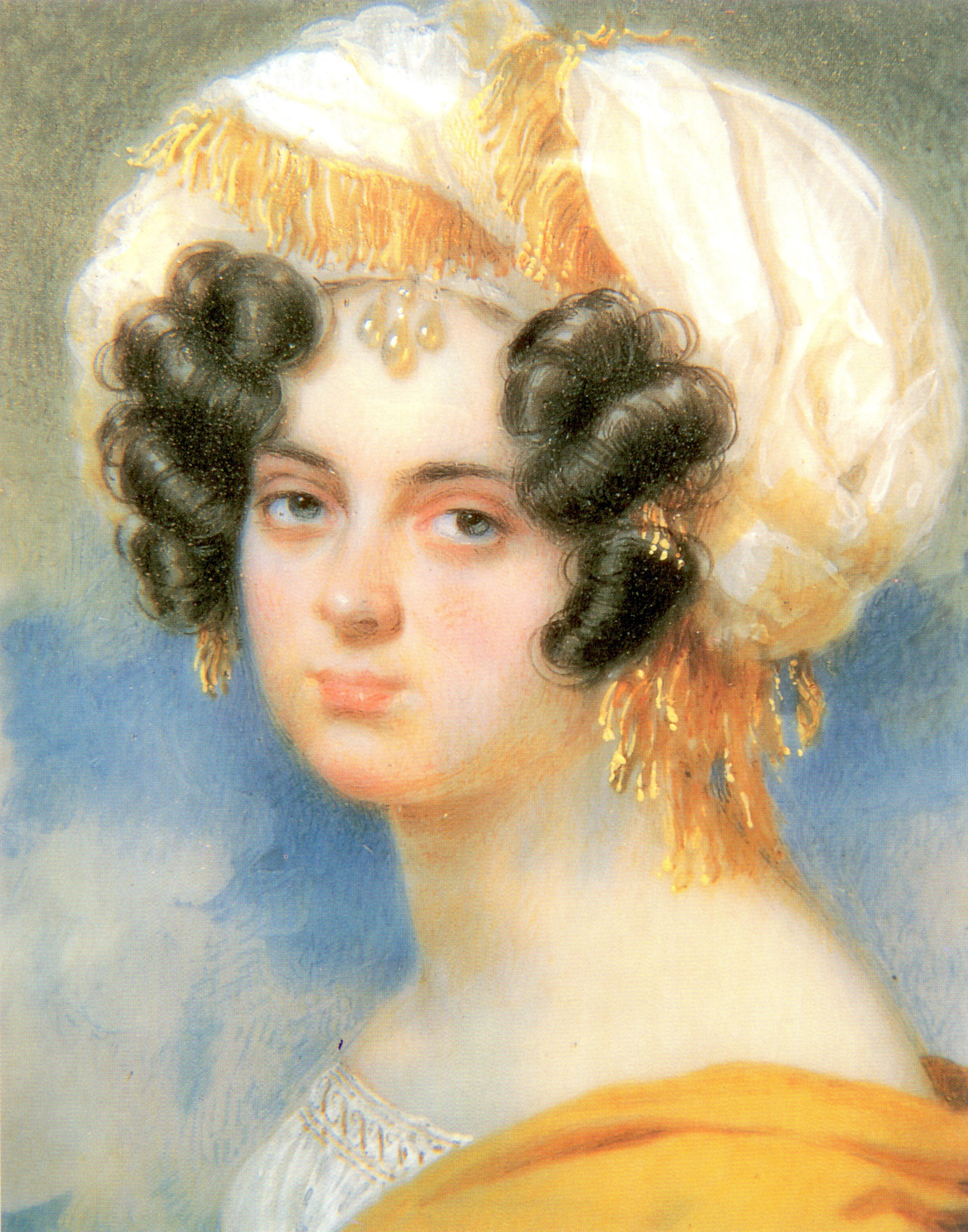
Marie Musinová-Puškinová
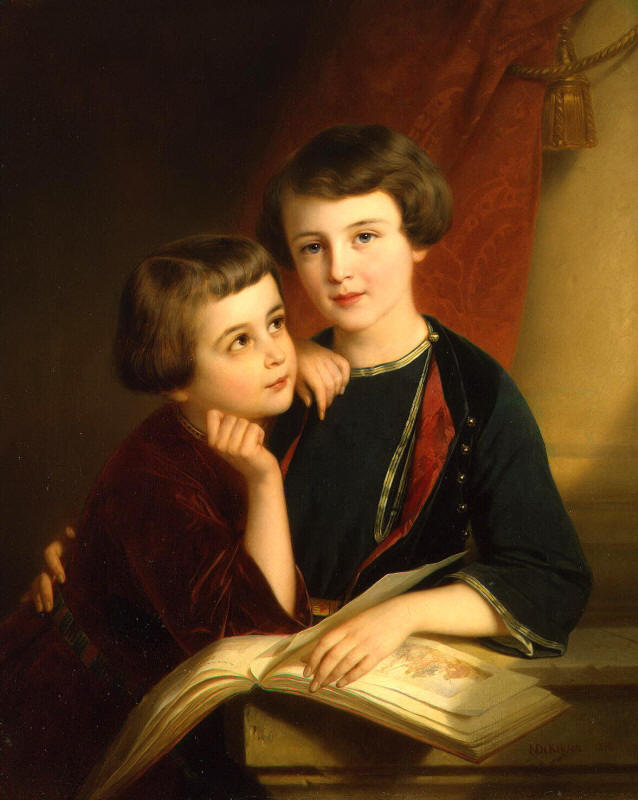
Synové Michail (1839–1897) a Konstantin (1841–1926)
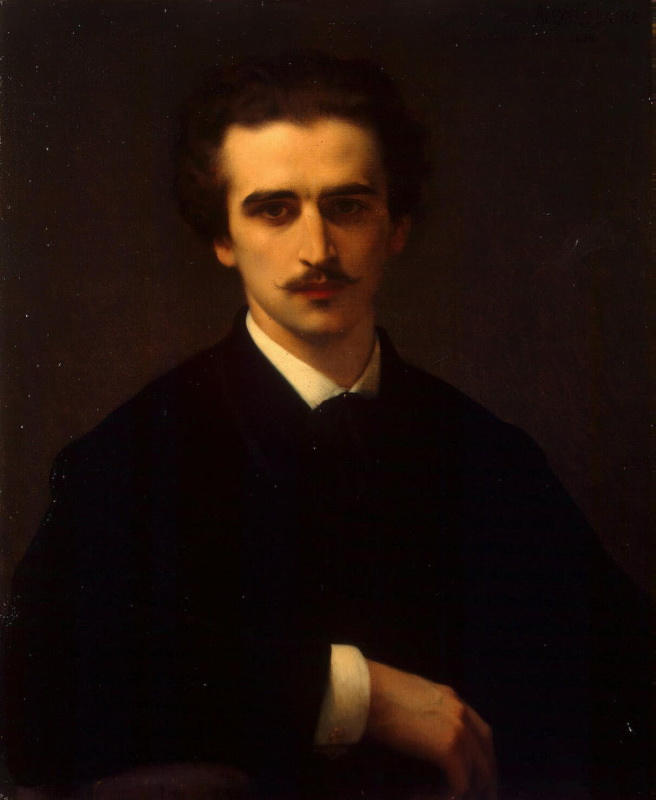
Syn Konstantin Gorčakov
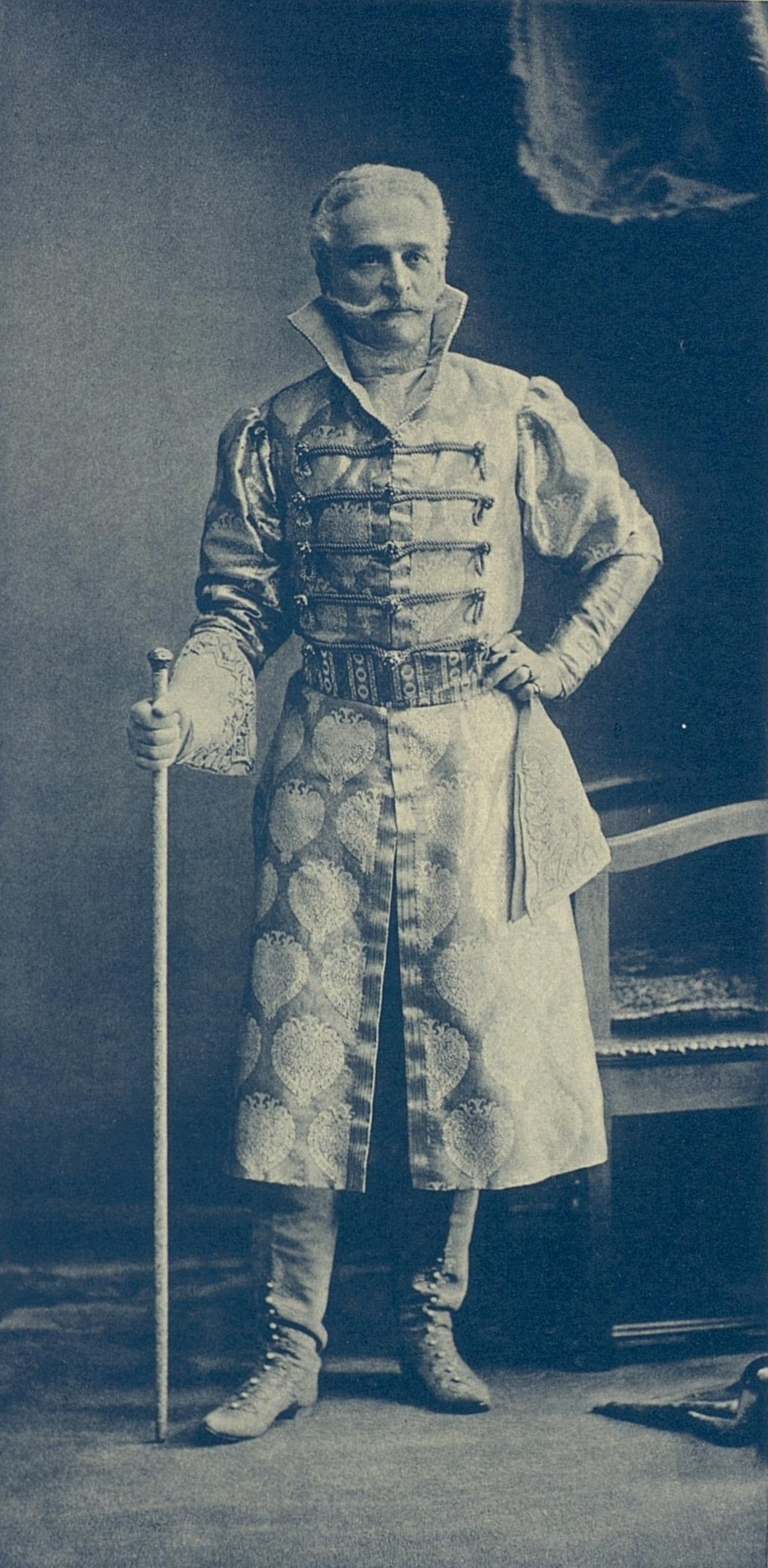
Syn Konstantin Gorčakov na kostýmovém plese (1903)